# Stenogobius beauforti
Stenogobius beauforti es una especie de pez de la familia de los Gobiidae en el orden de los Perciformes.

## Morfología
Los machos pueden llegar a alcanzar los 4,8 cm de longitud total y las  hembras 4,98.

## Hábitat
Es un pez de Agua dulce, de clima tropical y demersal.

## Distribución geográfica
Se encuentra en la costa septentrional de Nueva Guinea y, también, en Irian Jaya (Indonesia ).

## Observaciones
Es inofensivo para los humanos.